# روتاری بین‌الملل
روتاری بین‌الملل یا کلوپ روتاری یک کلوپ سرویس بین‌المللی ست؛ که هدف عنوان شده آن در کنار هم آوردن رهبران حرفه‌ای و بیزنسی به منظور فراهم آوردن خدمات انسان دوستانه، تشویق معیارهای عالی اخلاقی و کمک به ایجاد صلح در جهان است. این گروه سکولار دارای ۳۴ هزار کلوب در دنیا با ۱٫۲ میلیون عضو است. به اعضای آن روتارین گفته می‌شود.

## اهداف
باشگاه روتاری هدف خود را گردهم آوردن رهبران تجاری و حرفه‌ای جهان برای خدمات انسان دوستانه، افزایش اصول اخلاقی و کمک به صلح جهانی عنوان کرده است.

## فتوای مسلمانان
مجمع فقهی مسلمانان در اولین دوره خود در مکه در سال ۱۳۹۸ هجری قمری، بیانیه‌ای صادر و در آن اعلام کرد که اصول جنبش‌های فراماسونری، لاینز کلاب اینترنشنال و روتاری کاملاً با قوانین اسلام مغایرت دارد.

## مصوبه واتیکان علیه روتاری
در سال ۱۹۲۹ میلادی، واتیکان منشوری با متن زیر صادر کرد: برای حفظ اعتقادات و فضیلت، روحانیون اجازه عضویت در هیئت نام برده (کلوب روتاری) یا شرکت در جلسات آن را ندارند غیر روحانیون نیز ملزم اند منشور شماره ۶۸۴ متعلق به انجمن‌های سری محرمانه و شبهه دار را مراعات کنند.

## شاخه بندی روتاری
پیوستن به روتاری در صورتی امکانپذیر است که فرد از طرف گروه دعوت شود یا خود درخواست عضویت دهد. باشگاه‌های روتاری البته تا حد زیادی مجاز می‌باشند که برای پذیرش اعضای تازه قواعد خودشان را داشته باشند.
روتاری به ۵ گروه تقسیم‌بندی می‌شود:
عضو عامل، عضو عامل ذخیره (اضافی)، عضو عامل قدیمی، عضو بازنشسته و عضو افتخاری. عضو عامل ذخیره (اضافی) یعنی پذیرفتن عضو دوم از یک حرفه. عضویت ذخیره اغلب نصیب فرزند عضو اول یا شریک او می‌شود. وجود یک عضو یعنی یک واحد حرفه‌ای با هدف کسب یک تجربه کاری فنی برای روتاری و دورکردن آن از کشمکش‌ها و درگیری‌ها. از سال ۱۹۰۵ تا دهه ۱۹۸۰ زنان حق عضویت در روتاری را نداشتند. با این حال بعضی از همسران روتارین‌ها همچون همسر پل هریس عضو سازمان کوچکی درون باشگاه می‌شدند.
کلوب روتاری از چند کمیسیون تشکیل شده است که مهم‌ترین آنها عبارت اند از: کمیسیون خدمات بین‌المللی برای افزایش نزدیکی بین کشورها و ملت‌ها و از بین بردن سلاح، کمیسیون خدمات حرفه‌ای برتی تقویت روابط میان اصحاب حرفه‌های مختلف شهر، کمیسیون خدمات اجتماعی برای کمک به محافظه کاران در مبارزه با آلودگی و حفظ محیط زیست، کمیسیون جوانان برای ایجاد روحیه تفاهم بین‌المللی میان جوانان، کمیسیون تقسیم‌بندی برای ایجاد ارتباط میان اعضا، کمیسیون نشریه و مجله برای تضمین سیر فعالیت‌های تبلیغاتی و کمیسیون خدمات کلوب برای تنظیم امور مرتبط به حضور اعضا.
کلوب‌های روتاری به ارائه خدمات عمومی و انسان دوستانه می‌پردازند و اهداف و منافعی را دنبال می‌کنند که با منافع جمعی بشر همسو باشند و پیوسته برای تقویت تفاهم میان ملت‌ها و از بین بردن عوامل تفرقه و دشمنی میان ملت‌ها تلاش می‌کنند. در عین‌حال آنها مخالفان و منتقدان سر سختی هم در میان وابستگان حکومتهای خودکامه، نظامهایی با خط‌مشی فاشیستی و رژیمهای اقتدارگر و سلطه‌جو و هم بنگاه‌های مذهبی دارند. این مخالفان این نظریه را تبلیغ و تقویت می‌کنند که باشگاه‌های روتاری هم مانند بسیاری دیگر از سازمانهای مردم‌نهاد فعال در زمینه دمکراسی، بهداشت و آموزش در واقع با این هدف بین جوامع نفوذ می‌کنند که از طریق تأسیس کلوب‌های فعال، زمینه تجزیه ملت‌ها و افزایش کینه‌ها و تضمین تجزیه کشورها و سرزمین‌ها به قسمت‌های کوچک تسلط بر آنها را آسان کنند و جنگ‌ها و کشمکش‌های مرزی میان کشورهای جهان به وجود آورند.

## ایران و روتاری
در پی دعوت آقای ساروپریت سینگ رئیس باشگاه روتاری دهلی جنوبی ایرج الهی سفیر جمهوری اسلامی ایران در دهلی نو در ۲ اوت ۲۰۲۴ در باشگاه روتاری حاضر شد و به سخنرانی در تشریح ابعاد مختلف روابط دوجانبۀ ایران و هند پرداخت.